# Entre paysans
Entre paysans : un dialogue sur l'anarchie (Fra Contadini: Dialogo sull'anarchia en italien) est un dialogue communiste libertaire écrit en 1884 par Errico Malatesta. L'ouvrage, le plus célèbre des productions littéraires de Malatesta, présente une conversation entre deux paysans, Berto et Giorgio, au sujet de l'anarchie.
Malatesta y développe plusieurs points de sa pensée, y compris son opposition frontale au réformisme et son souhait pour les propagandistes et anarchistes d'utiliser de formules simples et compréhensibles, et non de grandes idées théoriques. L'auteur y fait aussi la défense de la propriété d'usage à la place de la propriété privée. Il est traduit en douze langues au moins.

## Histoire
Malatesta écrit son essai en 1883-1884 tandis qu'une grave crise économique touche l'économie rurale italienne, en raison de l'importation de céréales américaines et russes sur le marché italien. Le texte est aussi écrit en réaction au développement de la voie « légalitaire », poussée par le pouvoir et les sociaux-démocrates italiens. Le révolutionnaire réagit ainsi au réformisme.
L'essai est traduit dans une douzaine de langues après sa publication.

## Contenus
Malatesta choisit la forme du dialogue car elle lui permet de présenter l'anarchisme sans que le lecteur ne s'en rende compte et de manière simple. La méthode utilisée est celle d'une discussion presque maïeutique.
L'ouvrage présente une conversation entre deux paysans, Berto et Giorgio. Le premier, Berto, est plus jeune et plus politisé, tandis que Giorgio est plus âgé et moins politisé. Dans le texte, les deux discutent, Berto convainquant progressivement son aîné de devenir anarchiste. Dans un des passages marquants de l'essai, Berto répond aux interrogations de son interlocuteur, sur la façon dont on reconnaîtrait un socialiste, une réaction au développement du socialisme réformiste:

« Lorsque quelqu’un vous dit qu’il est socialiste, demandez-lui de prendre la propriété à ceux qui la possèdent pour la mettre en commun pour tous. Si la réponse est oui, embrassez-le comme un frère ; si c’est non, soyez prudent, car vous avez un ennemi en face de vous. »

Dans un autre passage, Berto déclare qu'il ne souhaite pas entendre parler d'idées compliquées, un témoignage de ses aspirations pour les autres anarchistes et propagandistes. Malatesta y fait aussi la défense de la propriété d'usage à la place de la propriété privée, en soutenant qu'il ne faudrait pas exproprier les champs aux petits paysans mais au contraire les leur laisser à condition qu'ils y travaillent réellement.

## Postérité
Entre paysans devient l'ouvrage le plus célèbre et le plus lu de Malatesta,, aux côtés d'autres textes, comme l'Anarchie. L'ouvrage serait un « vrai paradigme de la pensée anarchiste », selon Ángel J. Cappelletti.